# تاتسویوکی ناگای
تاتسیوکی ناگای (انگلیسی: Tatsuyuki Nagai؛ زادهٔ ۲۴ ژانویهٔ ۱۹۷۶) کارگردان فیلم، و پویانما اهل ژاپن است.